# خایمه موری
خایمه موری (به انگلیسی: Jaime Morey) (زاده ۱۶ ژوئن ۱۹۴۲-درگذشته ۷ ژوئیه ۲۰۱۵) خواننده اسپانیایی بود.
او نماینده اسپانیا در یوروویژن ۱۹۷۲ بود.